# ハインリヒ・ゲーリング

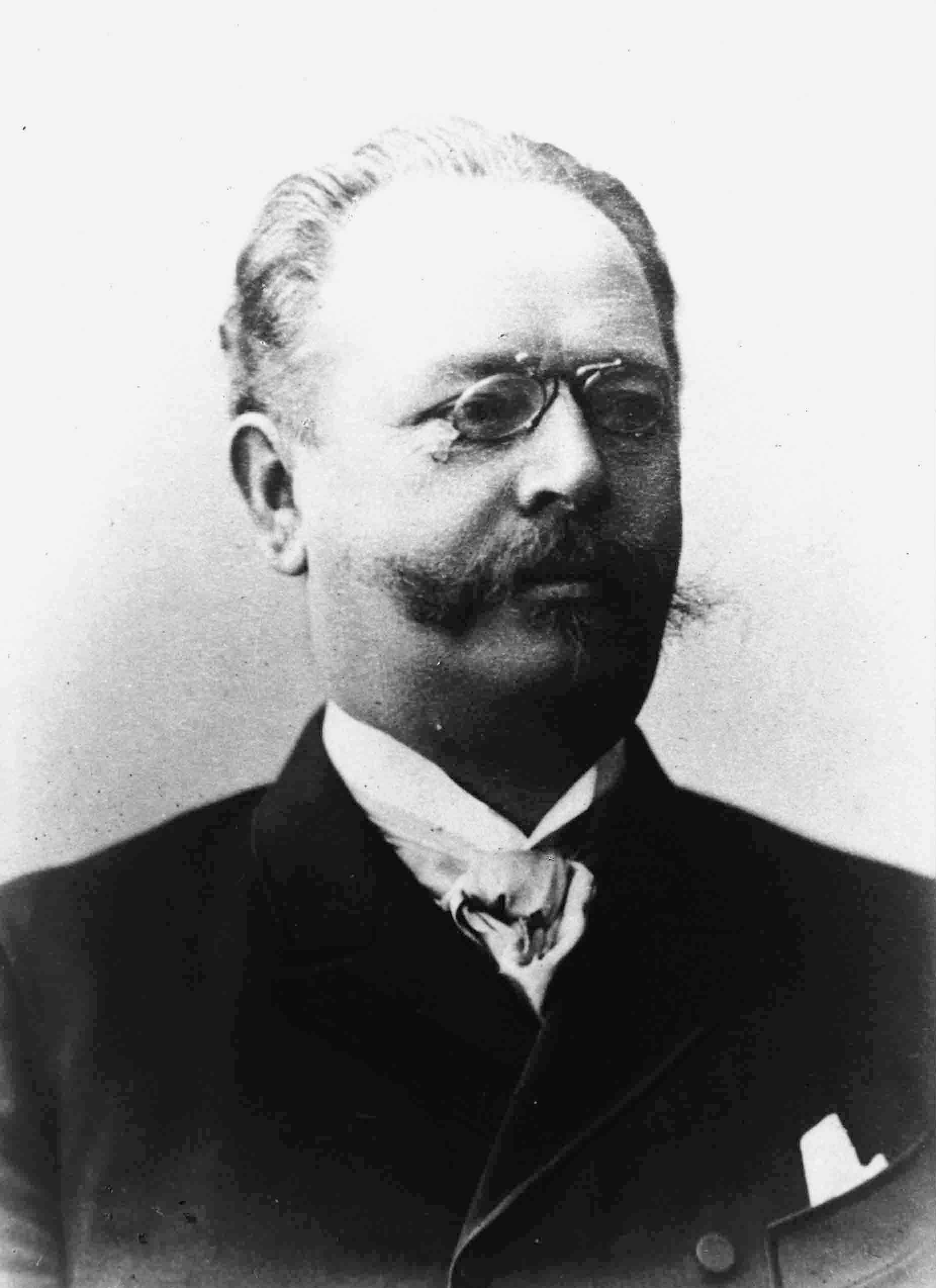
ハインリヒ・ゲーリング

ハインリヒ・エルンスト・ゲーリング（Heinrich Ernst Göring, 1838年10月31日 - 1913年12月7日）は、プロイセン及びドイツの軍人、外交官。第二次世界大戦中にドイツ空軍総司令官を務めたヘルマン・ゲーリング国家元帥の父親にあたる人物。

## 生涯
プロイセン王国ライン州 (Rheinprovinz) に生まれる。ボン大学とハイデルベルク大学で学び、ボン大学からは法律の博士号を受けた。プロイセン王国陸軍に入隊し、騎兵将校となった。普墺戦争や普仏戦争にも従軍している。
ドイツ帝国宰相オットー・フォン・ビスマルクの個人的な友人となり、1885年から1890年までドイツ領南西アフリカ（現ナミビア）の帝国弁務官を任せられた。ゲーリングは、ヘレロス族やホッテントット族などドイツ帝国の植民地支配に反発した部族をなだめ、南西アフリカ統治を成功させた。ナミビアの首都ウィントフックの通りには、一時期彼の名が付けられていたことがある。
この後、1890年から1896年にかけてはハイチの総領事を務めた。しかしゲーリングは、ドイツ帝国高官にしては珍しく比較的自由主義的な人物であり、植民地現地民の有色人種たちを人間扱いするかのような発言を繰り返していたため、帝国内での立場を弱め、帰国後には社会主義者のレッテルを貼られるようになり、ハイチ総領事を務めた後、早めの退官を余儀なくされた。その後、退官の失望でアルコールにおぼれるようになった。
ゲーリングは5人の子を儲けた妻カロリーネ・ド・ネレに先立たれ、南西アフリカ派遣を前にした1885年春には植民地統治を学ぶために派遣されていたロンドンで、チロル出身のフランツィスカ・ティーフェンブルン (Franziska Tiefenbrunn) と再婚している。フランツィスカとの間にも5人の子が生まれており、その中の第4子である次男が、1893年1月12日に生まれたヘルマン・ゲーリングであった。
ハイチから帰国した後、ゲーリング一家はしばらくベルリンのフリーデナウ (Friedenau) で暮らしていたが、1900年から南西アフリカ時代に知り合った友人で妻フランツィスカと愛人関係にあったヘルマン・フォン・エーペンシュタイン (Hermann Ritter von Epenstein) のザルツブルク郊外のマウテルンドルフ城 (Burg Mauterndorf)、ついでニュルンベルク北方のノイハウス・アン・デア・ペグニッツ (Neuhaus an der Pegnitz) にあるフェルデンシュタイン城 (Burg Veldenstein) で暮らすようになった。
エーペンシュタインとフランツィスカの関係をはじめは黙認していたハインリヒ・ゲーリングだったが、内心では不満を持っていたとみられ、1913年にエーペンシュタインに新しくリリーという若い恋人ができてフランツィスカが蔑ろにされるようになると、とうとう我慢しきれなくなりエーペンシュタインと激しい喧嘩をした。その後エーペンシュタインと結婚したリリーもゲーリング一家を追い出したがり、結局、1913年春にゲーリング一家はフェルテンシュタイン城を退去することになった。その後のゲーリングはミュンヘンで暮らしたが、寝たきりになり、同年12月に死去した。息子ヘルマンはこの頃、バーデン陸軍の歩兵連隊「プリンツ・ヴィルヘルム」の少尉になっていたが、休暇をもらってミュンヘンの墓地での父の葬儀に参加している。
ヘルマンは子どものころ、父であるハインリヒ・ゲーリングについては退官後のアルコールにおぼれる姿しか見ていなかったため、父を軽蔑しており、代父であるエーペンシュタインの方を尊敬していた。しかし成長とともに初めて父の外交官としての偉大さを知り、父と親密な関係を一度も持とうとしなかった自分を後悔して葬儀で涙を流した。